# Александар Јерковић
Александар Јерковић (Београд, 1972) је српски политичар. Тренутно је народни посланик у Народној скупштини од 18. октобра 2022. године. Био је блиски сарадник генерала Божидара Делића; он је наследио Делићево вођство политичке странке Нема назад — Иза је Србија (НН–ИЈС).

## Биографија
Јерковић је рођен 1972. године у Београду. Према Јерковићевим речима, стекао је диплому из машинства, ужа специјалност оружје. Више од 20 година учествује у изборима и кампањама и радио је за многе политичке странке у Србији.

## Политичка каријера
Према недељнику Време, Јерковић је био члан више политичких странака као што су Демократска странка Србије (ДСС), Г17 Плус и наводно је био један од оснивача Српске напредне странке (СНС) и члан њеног извршног одбора, а касније се придружио Српској радикалној странци (СРС).
Он је био близак сарадник генерала Божидара Делића и заједно са њим основао је десничарску политичку странку Нема назад — Иза је Србија (НН–ИЈС).
На парламентарним изборима 2022, Јерковић се појавио на изборној листи Националне демократске алтернативе (НАДА). Јерковић био је регистрован као кандидат БГС-а. Јерковић је изгубио изборе за Народну скупштину Републике Србије, али је наследио Делића након његове смрти и положио је заклетву као посланик 18. октобра 2022. Јерковић се у децембру 2022. разишао са руководством НАДА-е и напустио њену посланичку групу. Александар Јерковић је такође оптужио Милоша Јовановића за „сарађивање са СНС-ом“.
Као посланик Народне скупштине, Јерковић је активно објављивао политичке објаве на ТикТоку, што је повећавало његову популарност, посебно међу млађим људима који највише користе апликацију. Марта 2023, тврдио је да је нападнут у Кошутњаку. Такође је учествовао у протестима 2023.
На београдским изборима 2023, Јерковић је предводио изборну листу десничарско-популистичке политичке странке Ми — Глас из народа (МИ–ГИН). Био је такође кандидат за градоначелника из те странке и добио је мандат у Скупштину града Београда. Касније се разишао са руководством МИ—ГИН-а који је оптужио Јерковића да је на страни СНС-а.